# Olympijská hymna
Olympijská hymna je oficiální hudební skladba, která je hrána vždy při zahajovacím a závěrečném ceremoniálu olympijských her, patří mezi základní olympijské symboly jako například olympijská vlajka nebo olympijský oheň.
V roce 1958 se touto hymnou oficiálně stala kantáta Spyridona Samarase, autorem slov je Kostis Palamas. Poprvé byla tato skladba použita oficiálně již v roce 1896 při prvních letních olympijských hrách v Athénách. 
Podle platného ustanovení Olympijské charty je výhradním držitelem autorských práv k této hymně Mezinárodní olympijský výbor. K oficiálnímu uznání však došlo až v roce 1958, kdy ji MOV věnovala vdova po Samarasovi.

## Historie
Od roku 1900 až do roku 1952 byly olympijské hry zahajovány různými hudebními skladbami, jejich výběr prováděl vždy organizační výbor
příslušných olympijských her, do té doby olympijské hry neměly žádnou oficiální hymnu. Baron de Coubertin považoval za skutečnou hymnu OH Beethovenovu IX. symfonii. Jednotlivé olympijské hry pak mají své vlastní unikátní olympijské hymny obvykle i dnes.

## 21. století
Hymnu speciálně složenou pouze pro Letní olympijské hry 2012 interpretovaly britské skupiny Coldplay a Muse.